# إيرووش (دائرة انتخابية في المملكة المتحدة)
إيرووش (بالإنجليزية: Erewash)‏ هي إحدى الدوائر الانتخابية في المملكة المتحدة الممثلة في مجلس العموم في برلمان المملكة المتحدة.
عضو البرلمان الذي يمثلها حالياً هو :Liz Blackman (Lab).